# Nomia ellioti
Nomia ellioti är en biart som beskrevs av Smith 1875. Nomia ellioti ingår i släktet Nomia och familjen vägbin. Inga underarter finns listade i Catalogue of Life.